# Christian Krohg (Staatsrat)

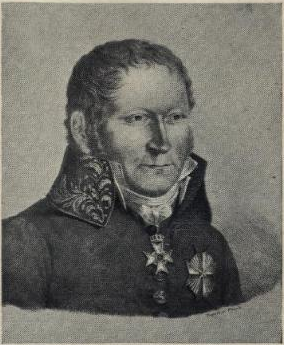
Staatsrat Christian Krohg

Christian Krohg, ursprünglich Krogh (* 15. Januar 1777 in Gjerdrum, Akershus; † 10. November 1828 in Christiania) war ein norwegischer Jurist und Politiker.

## Leben
Seine Eltern waren der Generalwegemeister für „Sønnafjelske Norge“, Oberstleutnant Georg Anton Krogh (1734–1797) und dessen Frau Maren Hofgaard (1751–1821). Am 11. September 1800 heiratete er seine Kusine Stine (Stinchen) Meincke Krohg (1. Juli 1781–23. Oktober 1841), Tochter des Generalwegemeisters von „Nordafjelske Norge“, Oberst Nicolai Frederik Krogh (1732–1801) und dessen Ehefrau Anna Meincke (1743–1823). Nach 1803 änderte er seinen Namen in Krohg, um sich von der Adelsfamilie „von Krogh“ zu unterscheiden. Der Name ist dem alten Bauerngeschlecht vom Gutshof Krog in Høland (Romerike) entnommen.
Christian Krohg war ein bedeutender Jurist und einer der zentralen Politiker in Norwegen unmittelbar nach 1814. Er war Staatsrat, Abgeordneter und auch Präsident des Stortings. Er gilt als Nationalheld, der 1824 das norwegische Grundgesetz vor den Bestrebungen König Karl Johans rettete, die Königsmacht auszuweiten.
Christian Krohg legte 1797 in Kopenhagen das juristische Staatsexamen ab. 1780 wurde er Assistent an der juristischen Fakultät, 1801 lehrte er an der Seekadetten-Akademie. Dort verfasste er ein Lehrbuch über See-Völkerrecht. 1803 wurde er außerordentlicher Professor an der Universität. Aber er zog es dann 1804 vor, Assessor am Stifts-Obergericht in Trondheim zu werden. In Trondheim wirkte er viele Jahre in mehreren Kommissionen der Stadt für soziale und Schulreformen, gehörte zur Leitung der bürgerlichen Realschule und war ab 1805 auch Mitglied von „Det Kongelige Norske Videnskabers Selskab“, der er 1820 sogar vorstand. 1814 war er als Mitglied der Regierung von Christian Friedrich vorgesehen. Er wurde Mitglied des Ausschusses, den die Reichsversammlung von Eidsvoll mit dem Auftrag einsetzte, ein neues Straf- und Zivilgesetzbuch zu entwerfen.
Im Herbst 1814 wurde er vom Amt Søndre-Trondheim (Süd-Trondheim) in das außerordentliche Storting delegiert. Außerdem wurde er Professor an der juristischen Fakultät der Universität Christiania, trat die Stelle aber nicht an. Kurz darauf wurde er zum Staatsrat ernannt, gleichzeitig aber auf die Stellung eines außerordentlichen Mitglieds des Rechtsausschusses zurückgesetzt. Ab Januar 1815 wurde er Staatsrat in Stockholm, wo er sich nicht wohl fühlte. So suchte er um Abschied nach, den er aber nicht erhielt. In Christiania leitete er ab 1816 verschiedene Departemente. Erst 1819 gelang es ihm, aus der Regierung auszutreten. Bereits 1818 hatte er die Aufgabe übernommen, den Rechtsausschuss als Vorsitzender umzuorganisieren und einen Entwurf zu einem Strafgesetzbuch und zu einer Strafprozessordnung zu entwerfen, unter der Bedingung, die Arbeit von dem Musterhof seines Onkels und späteren Schwiegervaters Munkvoll bei Trondheim, wo er wohnte, aus ausüben zu dürfen. So arbeitete er weit von den übrigen Ausschussmitgliedern entfernt meist allein und war auch sehr von seinen Pflichten als Stortingsabgeordneter beansprucht. Er wurde in alle Stortingsversammlungen zwischen 1821 und 1828 gewählt. 1821 und 1822 war er Vorsitzender des Lagtings und 1824 und 1827 war er Stortingspräsident. Aber mit seiner schwerfälligen Art eignete er sich nicht als Wortführer und Diskutant. dagegen war er bei schriftlichen Ausarbeitungen in seinem Element. Viele Eingaben des Stortings an den König waren von ihm verfasst. Er gehörte zur moderaten Beamtenopposition, deren Verdienst es zum großen Teil es war, dass das Storting 1821 die Regelung der finanziellen Folgen der Trennung von Dänemark akzeptierte.
Die Abgeordneten aus Trøndelag erlangten ihre besondere Bedeutung durch ein Gutachten vom 17. Mai 1824, in welchem sie als Mitglieder des Verfassungsausschusses alle Änderungswünsche des Königs für die Verfassung mit ausführlicher Begründung zurückwiesen. Darin wollte er seine Befugnisse in Norwegen ausweiten. Als Vorsitzender des Ausschusses erhielt Krohg die meiste Ehre. Mit der Aussage, dass die Verfassung unverändert bleiben solle, leitete der Ausschuss den Verfassungskonservativismus ein, der für die nächsten 50 Jahre die norwegische Politik bestimmte.
1826 wurde Krohg zum Justitiarius am Stiftsobergericht in Trondheim vorgeschlagen, aber der König lehnte die Ernennung ab. Er wurde mit seiner Arbeit an den Gesetzentwürfen nicht fertig und musste immer wieder um Verlängerung bitten, was das Vertrauen in ihn untergrub. So wurde die Stelle am Stiftsobergericht in Trondheim erneut ausgeschrieben. Das Justizdepartement setzte ihm nun eine letzte Frist zur Fertigstellung des Entwurfs zum Strafgesetzbuch auf den 30. September 1828. Aber auch diesen Termin hielt er nicht ein, so dass die Regierung vorschlug, eine völlig neue Kommission einzusetzen. Dies traf Krohg so tief, dass er, noch bevor der Entwurf dem König vorgelegt wurde, seinem Leben ein Ende setzte.
Zum Strafgesetzbuch hinterließ Krohg ein generelles Gutachten und eine umfangreiche Materialsammlung. Weder für das Zivilrecht noch über die Rechtsprinzipien hatte er viel ausgearbeitet, das meiste wenig brauchbar. Aber das gelang auch keinem anderen. Die Aufgabe, ein solches Gesetzeswerk neu zu entwerfen übersteigt die Kräfte einer einzelnen Person, so dass sein Bewusstsein, dieser Aufgabe nicht gewachsen zu sein, verständlich ist, für ihn aber vernichtend war.
Die vielen Trauergedichte und Nachrufe belegen, dass er in der Bevölkerung für seinen Einsatz 1824 in Erinnerung blieb. Es wurde Geld für ein Denkmal gesammelt und Henrik Wergeland hielt eine ergreifende Rede bei dessen Enthüllung am 17. Mai 1833. Das Krohg-Denkmal war das erste öffentliche Ehrenmonument im modernen Norwegen und bildete bis in die 1860er Jahre den Mittelpunkt der Feiern zum 17. Mai in Christiania.
Krog erhielt 1815 den schwedischen Nordstern-Orden und wurde 1818 dessen Kommandeur.

## Werke
- Forsøg til en Ledetraad ved Forelæsninger over Folke-Retten. Kopenhagen 1803. (Versuch eines Leitfadens für die Vorlesungen im Völkerrecht).
- Constitutions-Committeens Betænkninger og Indstillinger angaaende de paa 3die ordentlige Storthing fremsatte Constitutions-Forslag, der vare udsatte til Afgjørelse paa det 4de ordentlige Storthing 1824. (Gutachten und Empfehlungen des Verfassungsausschusses betreffend den dem 3. ordentlichen Storting vorgelegten Verfassungs-Vorschlag, der zur Entscheidung auf dem 4. ordentlichen Storting ausgesetzt war.)
- „Grundsætninger og Regler, som formentligen blive at følge ved Udarbeidelsen af den nye almindelige Kriminallov“. In: Juridiske Samlinger, Band 4, Heft 2, 1830, S. 1–40. (Grundsätze und Regeln, die voraussichtlich bei der Ausarbeitung des neuen allgemeinen Strafgesetzbuchs zu befolgen sein werden.)